# Vlag van Põlvamaa

Vlag van Põlvamaa

De vlag van Põlvamaa, een provincie van Estland, bestaat net als alle vijftien andere Estische provincievlaggen uit twee even hoge banen van wit en groen met het provinciewapen op het midden van de witte baan. Groen staat voor de natuur in Estland. Ook toen werd gekozen voor een unieke en als zodanig direct herkenbare provincievlag. De vlag is, net als alle andere provincievlaggen, vastgelegd door toenmalig president Konstantin Päts: dit gebeurde op 7 november 1996. De hoogtelengte verhouding van de vlaggen is 7:11; bij een vlag van 105 bij 165 centimeter is de hoogte van het wapen 40 centimeter.
Het provinciewapen op het midden van de witte baan van de vlag bestaat uit een geel schild met drie zwarte bevers, geplaatst volgens de linker diagonaal.
Het wapen werd in 1994 en de vlag in 1996 aangenomen. Põlvamaa is een nieuwe provincie, die vooral bekend is om zijn natuurschoon, zijn vele bossen, meren en rivieren die in het Peipusmeer uitmonden. Ook de bevers zijn een nieuwe verschijning in dat gebied. Voor de bevolking van de nieuwe provincie werden de nieuwe bevers een symbool: beiden een beetje eigenwijs, sterk, hard werkend en vastberaden. Het aantal drie staat voor de drie parochies van het gebied.